# Krasny Bor (Leningrad)
Krasny Bor (russisch Кра́сный Бор, wörtlich Roter Nadelwald oder Schöner Nadelwald, je nach Interpretation) ist eine Siedlung städtischen Typs in der Oblast Leningrad in Russland, 20 km südöstlich von Sankt Petersburg. Sie hat 4359 Einwohner (Stand 1. Januar 2024).
Krasny Bor liegt an der Bahnstrecke Sankt Petersburg–Moskau (auch Nikolaibahn genannt) unmittelbar südöstlich der Stadt Kolpino und hat an ihr einen Bahnhof namens Popowka.

## Geschichte
Die heutige Siedlung ging in den 1930er-Jahren aus den beiden Dörfern Podobedowka und Popowka hervor, wobei an letzteres bis heute der Name des hiesigen Bahnhofs erinnert. Nach der Fertigstellung des durch Popowka führenden Teilabschnitts Kolpino–Tschudowo der Nikolaibahn im Jahre 1849 entwickelte sich Popowka im späteren 19. Jahrhundert als Stationssiedlung, zur Jahrhundertwende wurden dort und in angrenzenden Ortschaften mehrere markante Kirchengebäude errichtet. Außerdem erlangte die Gegend damals hohe Beliebtheit als ein Datschenvorort Sankt Petersburgs, was ihr Wohlstand und eine für damalige Verhältnisse gut ausgebaute Infrastruktur (darunter ein eigenes Theater) brachte. In Popowka lebten und arbeiteten unter anderem solche Leute wie Pfadfinder und Oberster Pionier der sowjetischen Pionierorganisation Innokenti Schukow und Dichter Nikolai Gumiljow.
In den 1930er-Jahren wurden sämtliche Kirchen in und um Popowka von den sowjetischen Machthabern geschlossen. Zugleich wurde damit begonnen, die Dörfer zu einer Siedlung auszubauen, die dann auch Krasny Bor benannt wurde und 1935 den Status einer städtischen Siedlung erhielt.
Im Zweiten Weltkrieg war Popowka während der Leningrader Blockade monatelang von der deutschen Wehrmacht eingenommen. Zu dieser Zeit wurden alle hiesigen Kirchen wie auch der Rest des Ortes zerstört. 1943 fand im Bereich der Siedlung die Schlacht bei Krasny Bor statt. Nach dem Krieg wurde Krasny Bor weitgehend neu erbaut, allerdings wurden die zerstörten Kirchen nicht wieder hergerichtet. Erst 2001 wurde eine der alten Holzkirchen mit Spendengeldern von Gläubigen wiederaufgebaut und auf die orthodoxe Heilige Paraskewa geweiht.

## Sonstiges
In der Nähe von Krasny Bor befindet sich eine große Sendeanlage für Lang-, Mittel- und Kurzwelle, der Rundfunksender Krasny Bor. 2 km nördlich von Krasny Bor befindet sich die größte Sondermülldeponie Nordwestrusslands namens Krasny Bor. Es ist die einzige Annahmestelle für Sondermüll für die Stadt Sankt Petersburg.

## Bevölkerungsentwicklung
| 1926  | 1939   | 1949 | 1959  | 1970  | 1979  | 1989  | 2002  | 2010  |
| ----- | ------ | ---- | ----- | ----- | ----- | ----- | ----- | ----- |
| 3.623 | 12.136 | 895  | 7.551 | 8.189 | 7.585 | 5.791 | 4.877 | 5.033 |

## Bilder
Alle Fotos stammen aus dem Anfang des 20. Jahrhunderts:

Kirche der Dreifaltigkeit
Alexander-Newski-Kirche
Alexander-Newski-Kirche
Siedlungen auf dem Gebiet des heutigen Krasny Bor